# Taxi (zespół muzyczny)
Taxi – rumuński zespół muzyczny grający muzykę pop-rockową założony w 1999 roku w Bukareszcie, reprezentant Rumunii w 45. Konkursie Piosenki Eurowizji w 2000 roku.

## Historia zespołu
Zespół został założony 13 marca 1999 roku w Bukareszcie przez autora piosenek i wokalistę Dana Teodorescu, który zaprosił do współpracy basistę Adriana Bortuna, swojego znajomego z innych występów. Ten zaproponował dołączenie do składu perkusiście Andreiowi Bărbulescu, z którym grał razem w formacji Sarmalele Reci. Do pierwotnego składu grupy dołączył także gitarzysta Georgică Pătrănoiu, z którym Teodorescu koncertował w przeszłości.
W listopadzie 1999 roku ukazał się debiutancki album studyjny zespołu zatytułowany Criogenia salvează România.
W 2000 roku zespół zgłosił się do udziału w krajowych eliminacjach eurowizyjnych z utworem „Luna”. Pod koniec lutego muzycy zaprezentowali go w finale selekcji i zajęli pierwsze miejsce po zdobyciu największego poparcia telewidzów, dzięki czemu zostali wybrani na reprezentantów Rumunii w 45. Konkursie Piosenki Eurowizji organizowanym w Sztokholmie. 13 maja wystąpili w finale widowiska z anglojęzyczną wersją piosenki („The Moon”) i zajęli ostatecznie 17. miejsce z 25 punktami na koncie, w tym m.in. z maksymalną notą 12 punktów od Macedonii. Po udziale w konkursie zespół nagrał piosenkę „EBU”, w tekście której skrytykował organizatora imprezy, Europejską Unię Nadawców (EBU), oraz wyraził swoje niezadowolenie z osiągniętego wyniku.
W lipcu tego samego roku premierę miała druga płyta grupy zatytułowana Trag un claxon. W 2001 roku zespół wydał EP-kę zatytułowaną Comunitarul, której tytułowy utwór poruszył problem poddawania bezpańskich psów sterylizacji i eutanazji. W tym samym roku ukazał się trzeci album studyjny grupy zatytułowany Americanofonia, który promowany był przez tytułowy singiel opowiadający o wpływie anglojęzycznych słów na rodzimy język członków zespołu.
W kolejnych latach ukazały się następne płyty w dorobku formacji: C (2003), Politica (2004), Romantica (2007) i Cele 2 cuvinte (2011). Ostatnią płytę promował singiel „Cele două cuvinte” opowiadający o problemie powiedzenia „kocham cię” przez mężczyzn. Zespół zdecydował się stworzyć międzynarodowy projekt z tą piosenką, która ukazała się w kilku wersjach językowych: w języku szwedzkim („Tre små ord”), włoskim („Ti amo (in due parole)”), mołdawskim i francuskiej („Ces trois mots”), a także w wersji polskiej, którą pod tytułem „Męski świat” nagrał CeZik.
W 2014 roku premierę miał ósmy album studyjny zespołu zatytułowany 15.

## Skład zespołu
| - Dan Teodorescu – śpiew, gitara - Kerezsi Csongor – gitara basowa (od listopada 2009) - Cantemir Neacșu – gitara (od stycznia 2006) - Darius Neagu – perkusja (od lipca 2006) - Mugurel Coman – instrumenty klawiszowe (od stycznia 2006) - Vicky Albu – śpiew - Daria Corbu – śpiew | - Lucian Cioargă – instrumenty klawiszowe (grudzień 1999-luty 2003) - Georgică „GXG” Pătrănoiu – gitara (grudzień 1999-styczeń 2006) - Andrei Bărbulescu – perkusja (marzec-listopad 1999; luty 2003-czerwiec 2006) - Adrian Bortun – gitara basowa (1999-listopad 2009) |

## Dyskografia
| - Criogenia salvează România (1999) - Trag un claxon (2000) - Americanofonia (2001) - C (czerwiec 2003) - Politica (2004) - Romantica (2007) - Cele 2 cuvinte (2011) - 15 (2014) | - De cursă lungă (2002) - Comunitarul (2001) |